# يودات الكالسيوم
 يودات الكالسيوم  مركب كيميائي له الصيغة Ca(IO3)2، ويكون على شكل صلب أبيض، وهي مادة مؤكسدة.

## الخواص
- لمركب يودات الكالسيوم انحلالية ضعيفة في الماء.
- يوجد شكل مائي من يودات الكالسيوم ويكون أحادي هيدرات Ca(IO3)2.H2O، كما يوجد منه سداسي هيدرات.

## التحضير
يحضر يودات الكالسيوم من تفاعل محلول مائي من نترات الكالسيوم مع يودات الصوديوم حسب المعادلة:
Ca(NO3)2 + 2NaIO3 → Ca(IO3)2 + 2NaNO3
يكون الناتج على شكل هيدرات (شكل مائي)، ويحصل على الشكل الخالي من الماء بتسخين الناتج عند 160°س.

## الاستخدامات
- يستعمل كمضاف غذائي في الصناعات الغذائية، كما يستعمل كمضاف إلى علف الحيوانات.[4]